# Aeroportul Municipal Faribault
Aeroportul Municipal Faribault (IATA: FBL, ICAO: KFBL, FAA LID: FBL) este un aeroport din Comitatul Rice, Minnesota, Minnesota, Statele Unite ale Americii ce deservește zona Faribault⁠(d). Aeroportul a fost tranzitat în 2019 de 4 pasageri. A fost numit după zona deservită.
Situat la o altitudine de 323,11848 m, aeroportul dispune de 2 piste.

## Infrastructură

### Piste
Aeroportul dispune de 2 piste. Pista 01/19 are suprafața de Iarbă și dimensiunile 2.300 picioare × 175 picioare. Pista 12/30 are suprafața de asfalt și dimensiunile 4.257 picioare × 75 picioare. 